# Mukundur, Hassan
Mukundur là một làng thuộc tehsil Hassan, huyện Hassan, bang Karnataka, Ấn Độ.